# Charles de Veauce
Pour les articles homonymes, voir Cadier et Veauce.
Charles de Veauce (Charles Eugène de Cadier, baron de Veauce) est un homme politique français né le 1er janvier 1820 à Paris et mort le 24 mars 1884 dans la même ville.

## Biographie
Riche propriétaire terrien, il est maire de Veauce en 1845 et conseiller général du canton de Moulins-Ouest de 1852 à 1871. Il est député de l'Allier, candidat officiel, de 1852 à 1870. Retiré de la vie politique après la chute du Second Empire, il est élu sénateur de l'Allier en 1876 et meurt en cours de mandat. Il siège à droite.

## L'amateur de courses hippiques
Charles de Veauce aimait les chevaux et les courses, comme son ami et voisin le duc de Morny. Dès 1845, il fit partie des Courses d'Autun et fut membre du Jockey-Club en 1849. Il créa dans sa propriété de Veauce un élevage de pur-sang. Il est à l'origine de la création de l'hippodrome de Vichy-Bellerive.
La sellerie et les voitures hippomobiles du château de Veauce, données à la ville de Gannat lorsque le domaine fut vendu par la famille, constituent une importante collection exposée au musée Yves-Machelon de Gannat.

## Décorations
- Officier de la Légion d'honneur (1868)[3]